# けもの道

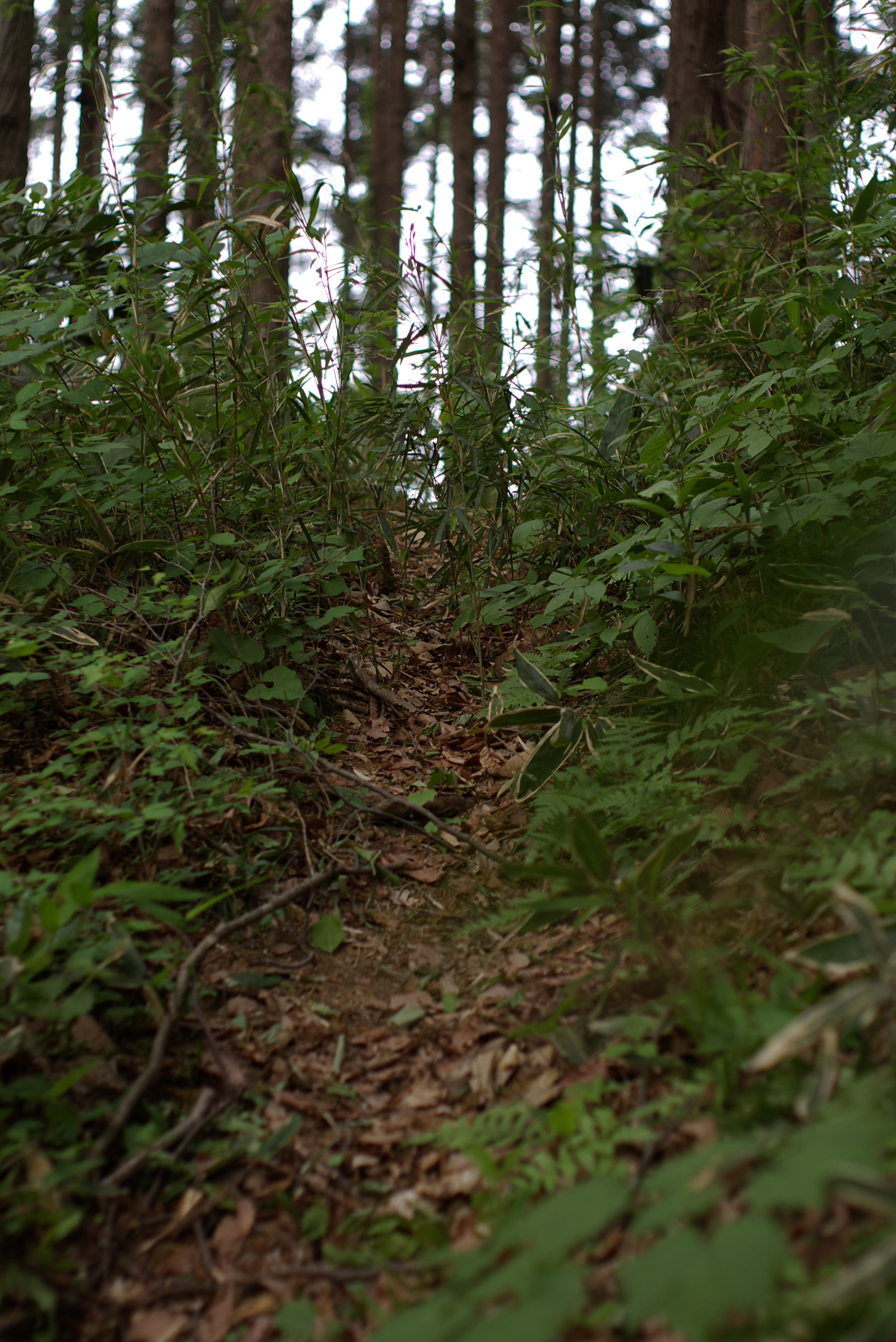
森の獣道（日本、宮城県）

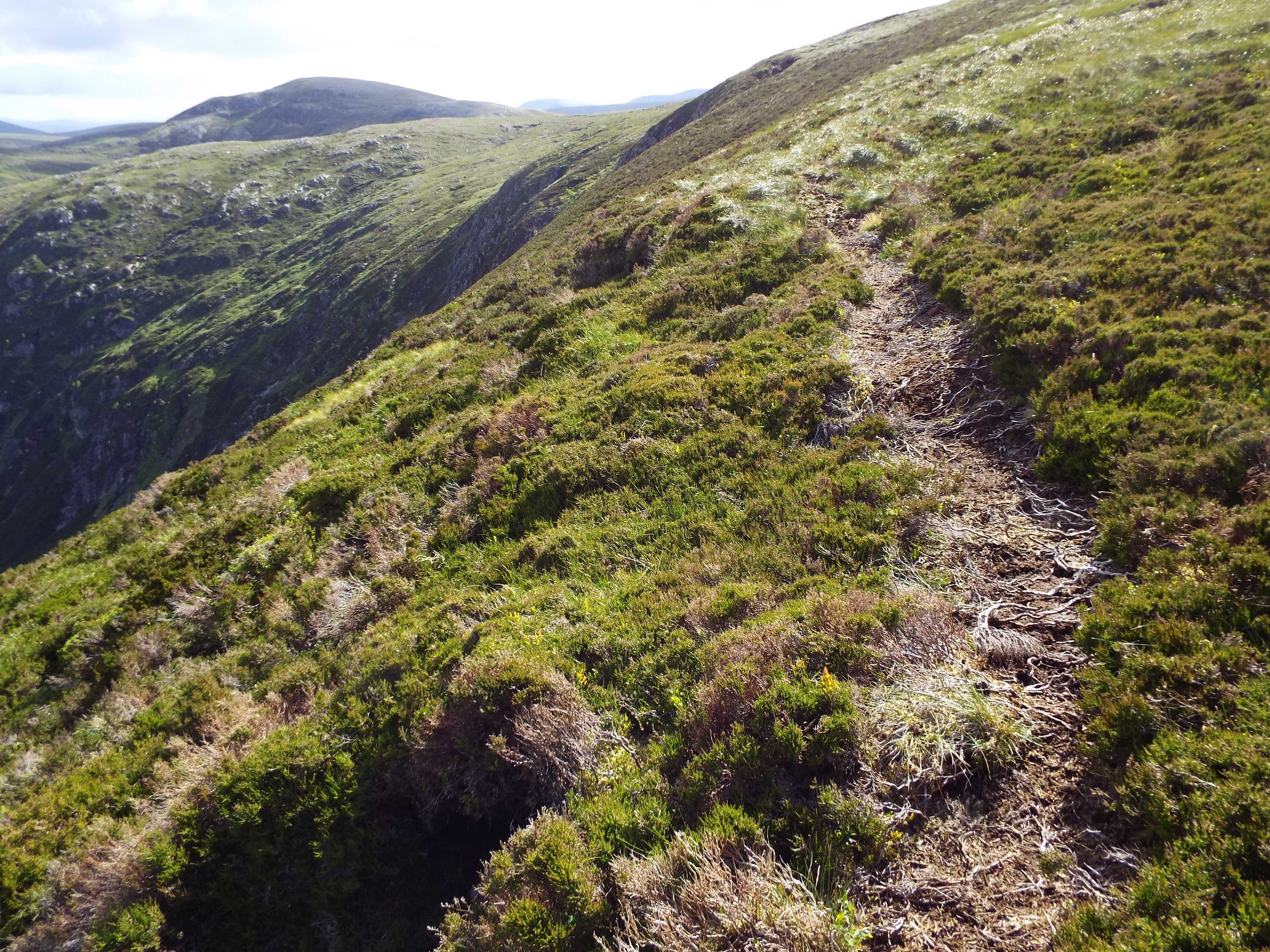
はっきりと見える、鹿の通り道（イギリス、Glencalvie Forest）

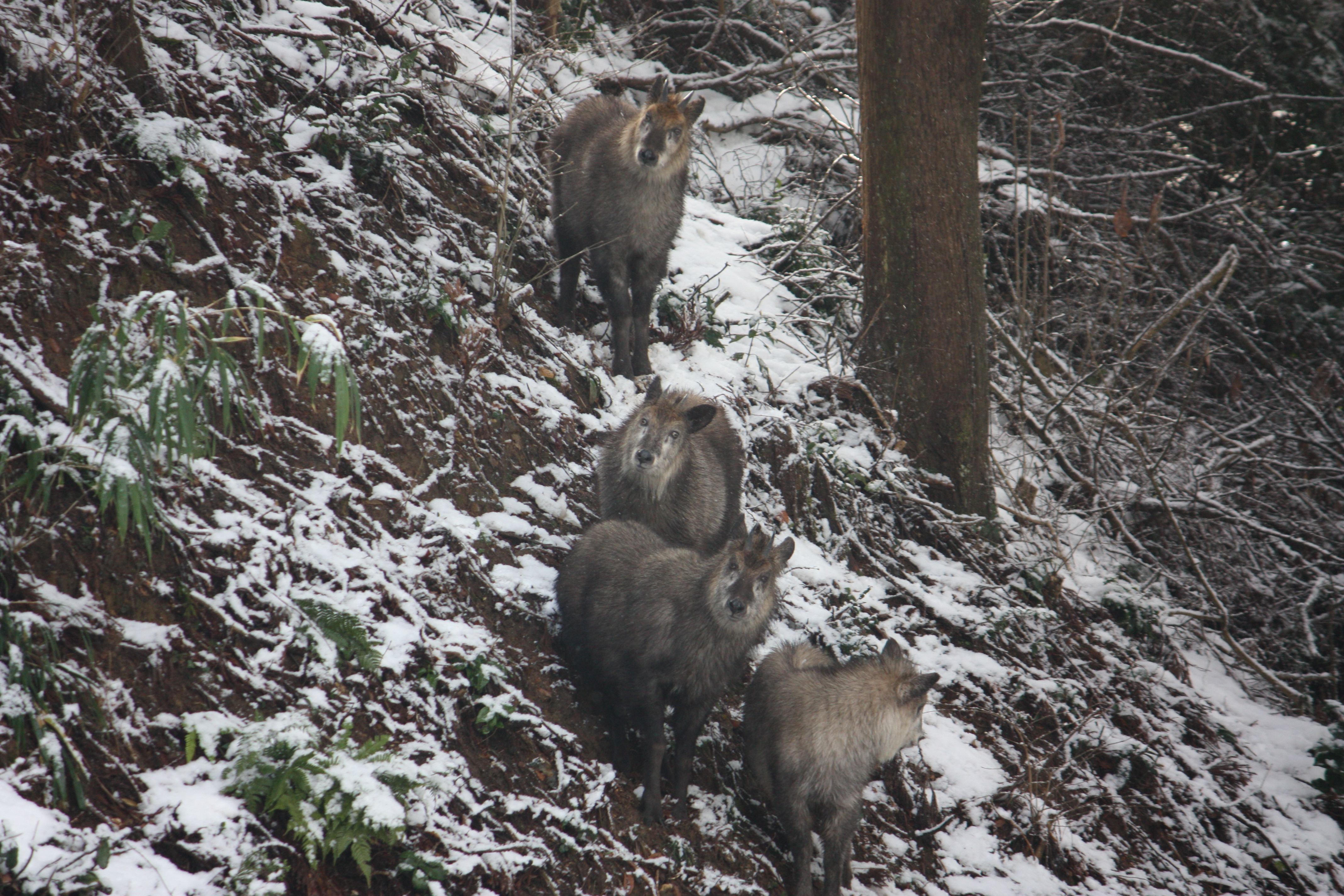
ニホンカモシカの通り道

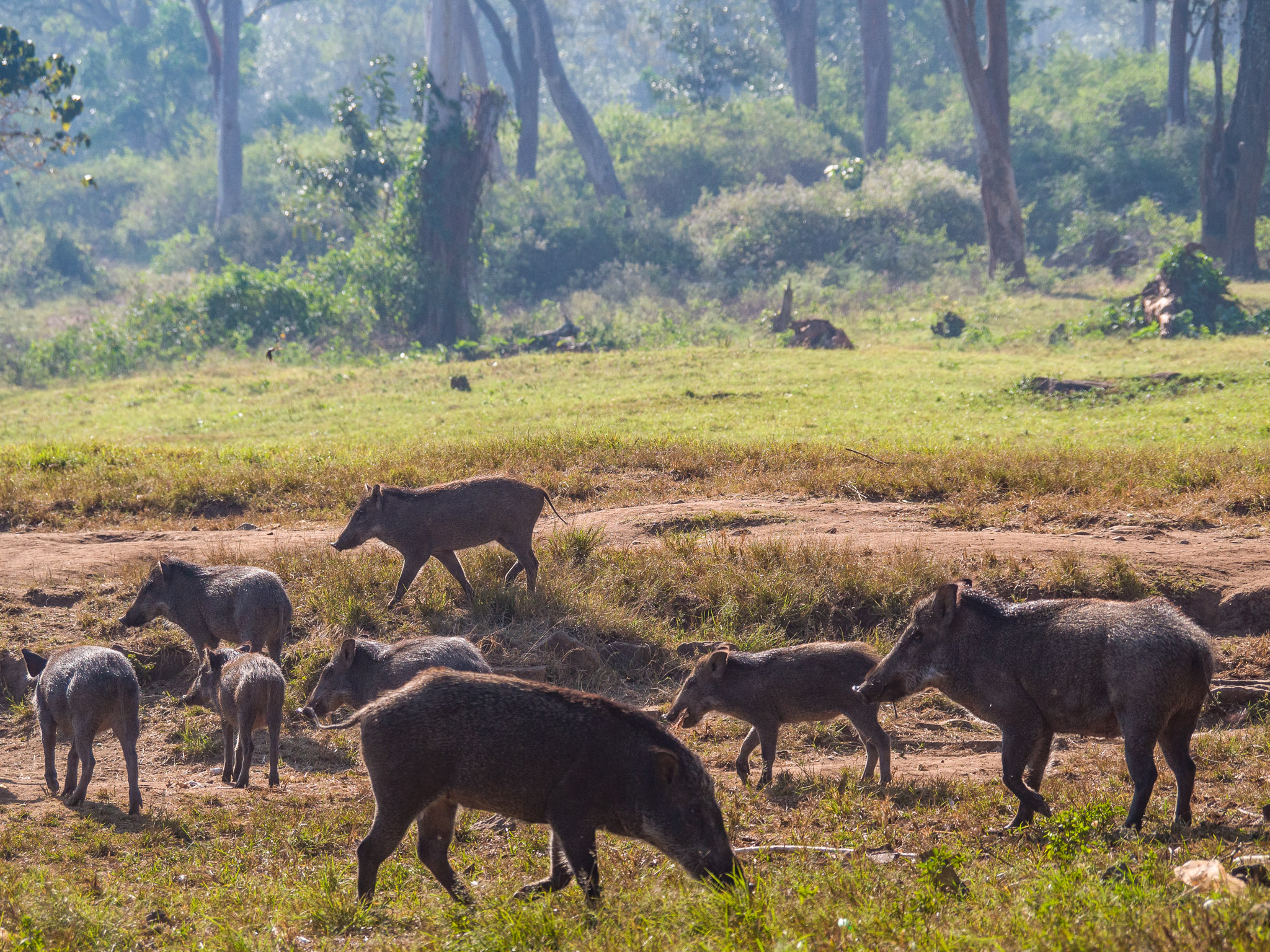
野生のイノシシの通り道（インド）

けもの道、獣道（けものみち、animal trail）とは、獣（けもの、野生動物）が通ることで自然にできる、山や野にある道。大型の哺乳類が日常的に使用している経路。

## 概要
成因
森林や野中を移動する大型哺乳類は、やみくもに森林や野中を行き来するのではなく、動物の種類ごとにそれぞれ、それなりにコースを決めて移動する。各動物は、それぞれの習性によって、エサをとる場所や水を飲む場所などか決まっており、できるだけ障害物が少ない移動しやすい場所、移動経路として向いている経路がある一方で、逆に各動物にとって移動しにくい場所、移動経路として向かない場所もあるからである。そのようなコースは地面が多少とも踏み固められて、各動物ごとに、自然発生的に「クマの通り道」や「イノシシの通り道」などができる。それらを総称したのが「けもの道」である。なお英語でも、「elephant path ゾウの通り道」や「buffalo trace バッファローの通り道」など動物の種類ごとに呼び分けることも行われている。
なお、各動物の使用する道が、一致する場合もある。しかし、動物の種類によって使用する道が一致しない場合もある。
特徴
獣道では低木の小枝は折られ、足下の下草は喰われて短くなったり、踏みつけられて枯れたりするので、獣道は肉眼でも見つけられる。
植物分布との関係
なお、大型哺乳類に種子を付着させて分布を広げる戦略を取っている植物や、大型哺乳類に果実を食べさせ中にある種子を運ばせる戦略を取っている植物や、踏まれることに強い構造を持った植物など、何らかの特徴を持った植物が、獣道沿いに分布を広げているケースもある。なお、この中で、果実の種子が運ばれた場合、獣道沿いに餌場ができるので、これにより、ますます経路が固定化しているとの指摘もある。
ヒトにとっての注意点
獣道はまったくの藪より人間にとって歩きやすいが、野生動物の餌場・ねぐらと人間の目的地は異なる。このため遠方への見通しが効かない登山や山歩きでは、獣道を登山道と誤認すると遭難する危険がある。特にニホンカモシカの獣道は往々にして断崖絶壁に向かい、ヒトには通りにくいので、「カモシカの道はたどるな」と言われる。
道路の歴史との関係
なお、道路の歴史を遡ると、道路のルーツのひとつは、獣道だといわれている。獣道を人が歩いたことで、人が使う道となったのが道路のルーツのひとつだとされているのである。
太古の人間は、動物が作った獣道をたどれば、歩きやすくて獲物となる動物を見つけやすいと考え、獣道をたどって歩くようになり、やがて人間が歩くための道路が作られていったとも考えられている。
（なお、道路のもうひとつのルーツは、（獣道ではないところを）人が歩いたことで自然にできた、踏み分け道（ふみわけみち）である。）

## 獣道と、ヒトによる開発の関係

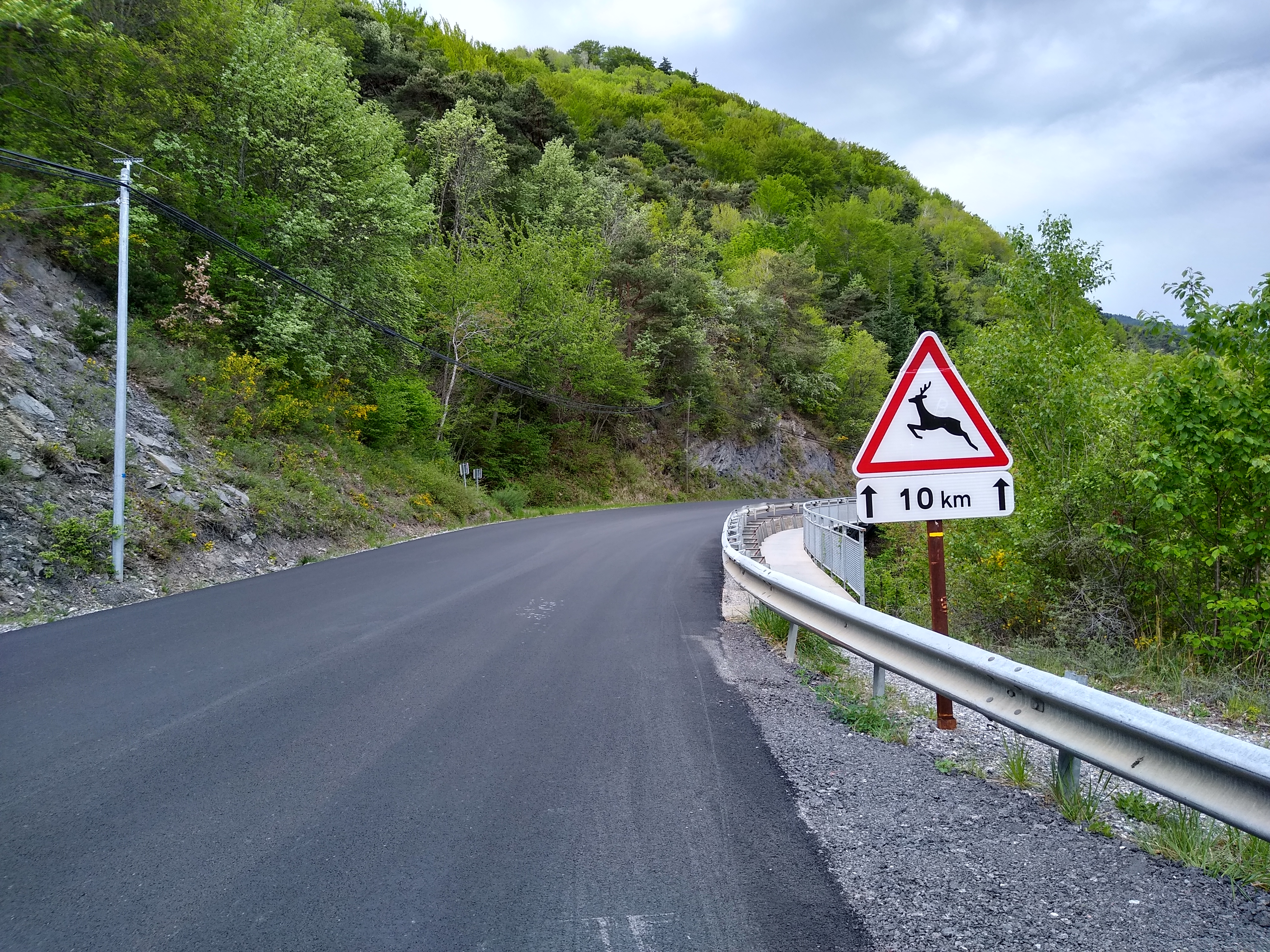
野生動物横断注意！ の標識（フランス）

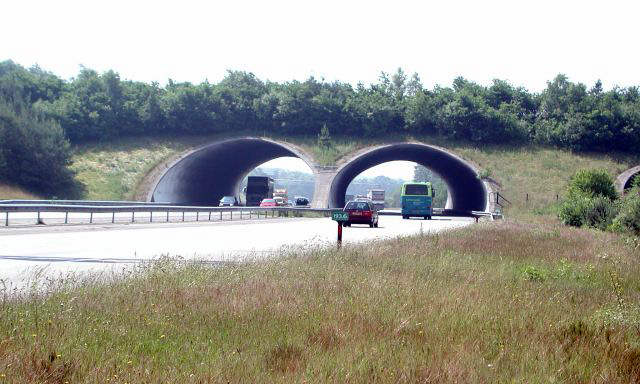
野生動物横断路。オランダの高速道路で建設された大きなもの2つのうちのひとつ。

近年では、山奥まで人間の手によって自動車道が造られ、人が住むようになった。野生動物の生息数も少なくなったうえ、道を外れて山奥を人が歩くことがほとんどないため、獣道を目にする機会は少なくなったといわれる。
もともと動物の通り道だった場所を横切るようにして人間が道路を造ったために、動物が（自動車道路を横切らざるを得なくなり）轢かれる事故も発生している。このため道路を建設する際、野生動物が安全に通れるトンネルを道路下に掘ったり、リスやムササビといった樹上で暮らす動物が渡れるように、道路上に歩道橋のような構造物を造ったりして、人工の「けもの道」が造られるようになってきている。
野生動物横断路を参照。

## 比喩としての「けもの道」
一般人の平穏な生活とは違う人生や生き方の比喩として使われることもある。松本清張の著書『けものみち』などが例である。

## ヒトが歩いて自然にできる道
人が歩くことで自然にできる道のことは、獣道ではなく、踏み分け道(ふみわけみち）と言う。